# ディス・シュッド・ゴー・オン・フォーエヴァー
「ディス・シュッド・ゴー・オン・フォーエヴァー」（This Should Go On Forever）はスワンプ・ポップ（ルイジアナ州南部のロックンロール）の楽曲である。クレジット上のソングライターはジェイ・ミラーとバーナード・ジョリヴェット。

## 概要
この曲は、 クレオール黒人のスワンプ・ポップ・ミュージシャン、キング・カール（本名：バーナード・ジョリヴェット）によって作詞作曲された。プロデューサーのジェイ・ミラーが共作者としてクレジットされているものの、実際には彼はソングライティングには関わっていないと言われる。
元々この曲は、カールと彼のバンドメイトのギター・ゲイブルがエクセロ・レコードでレコーディングするため、カールによって書かれたものであった。（エクセロでは彼らは複数のレコードをリリースした実績があった。）ギター・ゲイブル名義で1957年2月22日にレコーディングも行なわれたものの、その時点ではリリースとならなかった。
一方、オペルーサス在住のスワンプ・ポップ・ミュージシャン、ロッド・バーナードが地元クラブでこの曲をカールが歌うのを聴き、彼にレコーディングしたいと申し出た。彼は了承し、バーナードは自身のバンド、トウィスターズと共にクロウリーのマスター・トラック・スタジオでこの曲をレコーディング。1958年にヴィルプラットのジン・レコードからリリースした。これは、カールとゲイブルがオリジナル・バージョンをレコーディングした同じスタジオであった。
1958年、バーナードのバージョンはすぐにローカル・ヒットとなり、シカゴのアーゴ・レコードにリースされることとなった。するとこの曲は1959年にBillboard Hot 100の20位、R&Bチャートの12位を記録するに至った。このヒットを受けてエクセロは未発表のままだったギター・ゲイブルのオリジナル・バージョンを急遽リリースした。他にも複数のアーティストたちがこの曲を続いてレコーディングし、この曲はバーナードの曲として認知されるようになった。このヒットにより、彼はディック・クラークの「アメリカン・バンドスタンド」やアラン・フリード・ショーなどにも出演を果たしている。

## ヒット・チャート
| チャート (1959)            | 最高位 |
| -------------------------- | ------ |
| 米国 ビルボード Hot 100    | 20位   |
| 米国 ビルボードR&Bチャート | 12位   |
| カナダ (CHUMチャート)      | 14位   |

## 主なカバー・バージョン
| 年     | アーティスト名                                                                                       | 収録アルバム                                                                     |
| ------ | --- | -------------------------------------------------------------------------------- |
| 1959年 | ギター・ゲイブル                                                                                     | シングル盤（Excello 2153） ※一番最初にレコーディングされたオリジナル・バージョン |
| 1959年 | ダグ・チャールズ&ザ・ブギー・キングス                                                                | シングル盤（Todd）                                                               |
| 1959年 | ヴィンス・イーガー                                                                                   | 『Drumbeat』                                                                     |
| 1962年 | ウォーレン・ストーム                                                                                 | シングル盤（Zynn）                                                               |
| 1963年 | ワンダ・ジャクソン                                                                                   | シングル盤（Capitol）                                                            |
| 1977年 | ジョニー・リー                                                                                       | 『H-e-e-ere's Johnny!』                                                          |
| 1980年 | ジョー・スタンプリー                                                                                 | 『After Hours』                                                                  |
| 1981年 | アンソン・ファンダーバーグ・アンド・ザ・ロケッツ                                                     | 『Talk To You By Hand』                                                          |
| 1999年 | ローンスター・シュートアウト（ロニー・ブルックス、フィリップ・ウォーカー、ロング・ジョン・ハンター） | 『Lone Star Shootout』                                                           |
| 2000年 | ロレッタ・クーパー&アイアン・ホース                                                                  | 『New Generation』                                                               |